# Masdevallia amoena
Masdevallia amoena är en orkidéart som beskrevs av Carlyle August Luer. Masdevallia amoena ingår i släktet Masdevallia och familjen orkidéer. Inga underarter finns listade i Catalogue of Life.